# Irena Treichel
Irena Treichel (ur. 6 lipca 1918 w Rypinie, zm. 4 grudnia 1987 w Łodzi) – polska bibliotekarka, doktor nauk humanistycznych w zakresie bibliotekoznawstwa, redaktor Słownika pracowników książki polskiej.

## Życiorys
Urodzona w rodzinie inteligenckiej, była córką Rudolfa Edwarda (chemika, kierownika Oddziału Wykańczalni Spółki Akcyjnej Wyrobów Bawełnianych "Wola" w Warszawie) i Wiktorii Olimpii z Królikowskich. Początkowo uczyła się w domu rodzinnym, a od 1927 uczęszczała do Prywatnego Żeńskiego Gimnazjum Jadwigi Zaborowskiej-Michalskiej w Warszawie, gdzie w 1936 złożyła egzamin dojrzałości. Podjęła następnie studia z filologii polskiej na Wydziale Humanistycznym Uniwersytecie Warszawskim, by po dwóch latach przenieść się do Sekcji Bibliotekarskiej Studium Pracy Społeczno-Oświatowej Wydziału Pedagogicznego Wolnej Wszechnicy Polskiej na studia bibliotekarskie pod kierunkiem Heleny Radlińskiej. W ciągu roku zaliczyła cztery egzaminy (uczyła się także języków obcych – angielskiego i francuskiego), ale dalszą naukę przerwał jej wybuch II wojny światowej.
W latach okupacji pracowała jako pomoc biurowa w firmie "Wola" (gdzie pracował wcześniej jej ojciec), pozostającej pod zarządem niemieckim. Z najbliższej rodziny Ireny Treichel wojny nie przeżyli ojciec Rudolf, aresztowany przez Niemców i zmarły w 1940 w obozie koncentracyjnym w Mauthausen, oraz starszy brat Ferdynand, absolwent Politechniki Warszawskiej, rozstrzelany w 1944 za udział w powstaniu warszawskim. W działalność niepodległościową zaangażowany był ponadto młodszy brat Ireny – Jerzy, żołnierz Armii Krajowej, który walczył na ziemi kieleckiej (po wojnie był inspektorem w Przedsiębiorstwie Montażu Maszyn Włókienniczych i Zakładach Aparatury Elektrycznej "Ema-Elester" w Łodzi, zmarł w Łodzi w 1976). Po upadku powstania warszawskiego przebywała przez krótki czas w jednej z podwarszawskich miejscowości, potem na tzw. Ziemiach Odzyskanych, w 1946 osiadła w Łodzi.  
1 kwietnia 1946 zatrudniona została w Bibliotece Uniwersyteckiej w Łodzi i z tą instytucją była związana do końca życia. Do września 1949 pracowała dodatkowo w Państwowym Instytucie Książki. Jesienią 1946 wznowiła studia z filologii polskiej, tym razem na Wydziale Humanistycznym Uniwersytetu Łódzkiego, uwieńczone w 1952 dyplomem magisterskim ze specjalizacją bibliotekoznawczą; promotorem pracy Joachima Lelewela "Bibliograficznych ksiąg dwoje" był profesor Jan Muszkowski. W chwili ukończenia studiów Treichel legitymowała się już także zdanym w listopadzie 1948 egzaminem dla kandydatów na stanowisko I kategorii w państwowej służbie bibliotecznej. Temat pracy magisterskiej rozwinęła następnie w doktoracie, który obroniła w 1964 na Wydziale Filologicznym Uniwersytetu Łódzkiego pod kierunkiem profesor Heleny Więckowskiej (Pierwszy polski podręcznik bibliotekarski, Wrocław 1957); Joachimowi Lelewelowi i jego roli w dziejach polskiej bibliografii poświęciła ponadto kilka artykułów w periodykach naukowych (Z dziejów jednego rękopisu, "Przegląd Biblioteczny", 1953, zeszyt 3; Nie wydany tom trzeci "Bibliograficznych ksiąg dwojga" Joachima Lelewela, tamże, 1955, zeszyt 2; Joachim Lelewel jako bibliograf, "Biuletyn Ośrodka Bibliografii i Dokumentacji Naukowej PAN", 1955, nr 7; Joachim Lelewel o działalności biblioteki i zawodzie bibliotekarza, "Bibliotekarz", 1961, nr 10; Joachim Lelewel jako teoretyk bibliotekarstwa, tamże, 1961, nr 10).
Zatrudnienie Ireny Treichel w Bibliotece Uniwersytetu Łódzkiego przypadło na okres początkowy zarówno uczelni, jak i samej akademickiej biblioteki. Biblioteka pod dyrekcją Adama Łysakowskiego przygotowywała się do swoich właściwych zadań, zatrudniając w większości młode osoby, bez przygotowania zawodowego, ale kształcące się na Uniwersytecie; spośród nich Irena Treichel skierowana została do Działu Opracowania Zbiorów, gdzie pracowała głównie przy katalogowaniu rzeczowym, a następnie – na podstawie podręcznika Łysakowskiego Katalog przedmiotowy (1946) oraz słownika tematów z Biblioteki Uniwersytetu Wileńskiego – katalogowaniu przedmiotowym. Doświadczenia z tej pracy opisała w artykule Katalogi biblioteczne (wspólnie z Krystyną Kamińską), zamieszczonym w jubileuszowej publikacji zbiorowej Pierwsze dziesięciolecie Biblioteki Uniwersyteckiej w Łodzi 1945–1954 (1955).
W maju 1956 Irena Treichel została kierownikiem Działu Informacyjno-Bibliograficznego, a w miarę rozwoju biblioteki i po kolejnych reorganizacjach stanęła w 1959 na czele Oddziału Prac Naukowych, Organizacyjno-Naukowych i Dydaktycznych. Pracownicy kierowanego przez nią działu zajmowali się sprawozdawczością biblioteczną, organizowali wakacyjne praktyki dla studentów bibliotekoznawstwa, prowadzili zajęcia z przysposobienia bibliotecznego dla studentów pierwszych lat wszystkich kierunków. Treichel opracowywała w ramach swoich obowiązków m.in. informator dla studentów o Bibliotece (1972), sprawozdania z rocznej działalności Biblioteki Uniwersyteckiej (za lata 1958–1962) oraz wykaz lektur dla kandydatów do egzaminu na stanowisko bibliotekarza dyplomowanego, a także zorganizowała kurs dla kandydatów do tego egzaminu. Sama była od 1962 kustoszem dyplomowanym, a od 1968 – starszym kustoszem dyplomowanym.
Zainteresowania naukowe Ireny Treichel skoncentrowały się wokół działalności Polaków zasłużonych w dziedzinie bibliotekarstwa, księgarstwa, bibliofilstwa. Ogłosiła kilkanaście artykułów biograficznych, część na łamach prasy (m.in. wspomnienia pośmiertne o Janie Muszkowskim, "Prace Polonistyczne", 1953, seria 11, z Krystyną Kamińską; o Janinie Kukulskiej, "Roczniki Biblioteczne", 1958 nr 1/2; o Jadwidze Połońskiej-Szczepanowicz, "Przegląd Biblioteczny", 1977 nr 4; o Adamie Łysakowskim, "Bibliotekarz" 1983 nr 4), część w wydawnictwach zwartych, w tym w Polskim słowniku biograficznym. W tym ostatnim dziele znalazły się artykuły Ireny Treichel poświęcone Józefowi Gryczowi (z Heleną Więckowską, tom IX, 1960–1961), Adamowi Kaczurbie i Andrzejowi Kalenkiewiczowi (tom XI, 1964–1965, o Kalenkiewiczu wspólnie z Celiną Bąk), Ksaweremu Karczewskiemu (tom XII, 1966–1967), Mateuszowi Kozłowskiemu, Ignacemu Krokoszyńskiemu (tom XVI, 1970), Hipolitowi, Maurycemu, Mieczysławowi i Samuelowi Orgelbrandom (tom XXIV, 1979), Jakubowi i Markowi Przeworskim (tom XXIX, 1986). Ponadto w Encyklopedii wiedzy o książce (1971) Treichel ogłosiła życiorys Henryka Kałussowskiego, a swojej promotorce poświęciła broszurę Profesor doktor Helena Więckowska 1897-1984. Główne daty życia i działalności, wydaną w 1985 nakładem łódzkiej Biblioteki Uniwersyteckiej.
Nazwisko Ireny Treichel związane jest przede wszystkim ze Słownikiem pracowników książki polskiej, któremu poświęciła czterdzieści lat życia, w tym przeszło ćwierć wieku jako redaktor naczelny. Prace nad Słownikiem zainicjował Adam Łysakowski jako dyrektor Państwowego Instytutu Książki w Łodzi i już od lat 40. XX wieku uczestniczyła w nich Irena Treichel, asystując początkowo Wiesławowi Mincerowi. Ten ostatni, po likwidacji Instytutu w 1949 przeniósł się do Biblioteki Uniwersytetu Toruńskiego i tam kontynuował prace; przez pewien czas niezależnie pracowały też nad przygotowaniem Słownika biblioteki innych uczelni. Do ponownego skoordynowania prac doszło w 1954, kiedy redakcję objął Ksawery Świerkowski. Irena Treichel stanęła wówczas na czele zespołu do rozpisywania źródeł księgoznawczych w Bibliotece Uniwersyteckiej w Łodzi, a w 1958 była obok Świerkowskiego i Witolda Pawlikowskiego redaktorem wydawnictwa Słownik biograficzny pracowników książki polskiej. Zeszyt próbny, którym podsumowano wstępny etap prac.
Po rezygnacji redaktora Świerkowskiego w listopadzie 1961 jego następczynią wyznaczono Irenę Treichel, rekomendowaną przez profesor Więckowską. Nowa redaktor przygotowała ogłoszony drukiem w lutym 1962 Wykaz haseł, a w 1964 doprowadziła do powołania kilkuosobowych zespołów redakcyjnych we wszystkich bibliotekach uniwersyteckich w Polsce, a także bibliotekach Polskiej Akademii Nauk w Gdańsku i we Wrocławiu i wreszcie w Książnicy Miejskiej im. Kopernika w Toruniu. Kierownicy tych zespołów znaleźli się w poszerzonym Komitecie Redakcyjnym Słownika. Tym samym Treichel koordynowała pracą ponad pół tysiąca osób, czyniąc z Oddziału Prac Naukowych Biblioteki Uniwersyteckiej w Łodzi swoistą centralę. Opracowała Instrukcję redakcyjną, liczne instrukcje szczegółowe, prowadziła w ośrodku łódzkim kartoteki pomocnicze (m.in. haseł do opracowania, haseł już opracowanych, haseł zwracanych do poprawy, autorów haseł, monitów, honorariów) oraz przystąpiła do gromadzenia archiwum Słownika, na które składały się wspomnienia osobiste współpracowników i członków rodzin bohaterów haseł, wycinki prasowe, fotografie, dokumenty. Jednocześnie dbała, by ośrodek łódzki Słownika nie ograniczał się do prac organizacyjno-technicznych, ale wnosił do dzieła wkład merytoryczny.
Przywiązując dużą wagę do przygotowania licznego zespołu redaktorów, Irena Treichel zainicjowała szkolenia i seminaria, prowadzone nie tylko w Łodzi, ale i w bibliotekach uniwersyteckich w Krakowie i Poznaniu oraz w Bibliotece PAN w Gdańsku. Prezentowała na nich podstawowe informatory i bibliografie, wyjaśniała szczegóły instrukcji redakcyjnych, prowadziła ćwiczenia praktyczne oraz dyskusje nad przykładowymi tekstami, a także głosiła prelekcje z historii książki.
Pracom bieżącym nad Słownikiem poświęciła kilka sprawozdań, apelując o współpracę na łamach prasy bibliotekarskiej oraz popularyzując ideę także dla szerokiego grona odbiorców w tygodniku "Przekrój" (Słownik biograficzny prosi o materiały, 1965, nr 1031; Słownik biograficzny pęcznieje 1965, nr 1047). Prace zakończone zostały na początku lat 70. i Słownik pracowników książki polskiej ukazał się nakładem Państwowego Wydawnictwa Naukowego w grudniu 1972, na zamknięcie Międzynarodowego Roku Książki. Objął około 3 tysięcy biogramów, które przeszły przez redakcję Ireny Treichel, która zamieściła w Słowniku 29 artykułów biograficznych oraz napisała wstęp.
Po publikacji Słownika przystąpiono do prac nad suplementem, o którego potrzebie wspomniano we wstępie do głównego wydawnictwa. Redaktorem pozostała Irena Treichel i kontynuowała prace w wypróbowany już sposób, chociaż w znacznie zmniejszonym zespole osobowym. Dzięki uzyskanemu wsparciu finansowemu ze strony Instytutu Bibliotekoznawstwa i Informacji Naukowej Uniwersytetu Wrocławskiego, Biblioteki Uniwersyteckiej w Łodzi oraz prywatnej fundacji Heleny Więckowskiej prace sfinalizowano w połowie lat 80.; Suplement ukazał się w styczniu 1986, również nakładem Państwowego Wydawnictwa Naukowego, i objął około pół tysiąca życiorysów, z czego 122 były autorstwa Ireny Treichel. Była ona także autorką wstępu oraz koncepcji indeksu, wspólnego dla Słownika pracowników książki polskiej i Suplementu, a łączącego w jednym ciągu alfabetycznym instytucje i osoby; instytucje, podzielone na hasła szczegółowe ("biblioteki", "drukarnie", "introligatornie", "księgarnie" i inne), uszeregowano dodatkowo według nazw miejscowości, a następnie według nazw własnych instytucji i nazwisk właścicieli. Podobnie jak miało to miejsce w przypadku Słownika, również prace nad Suplementem redaktor Treichel relacjonowała na bieżąco w prasie bibliotekarskiej  (Suplement do "Słownika pracowników książki polskiej", "Przegląd Biblioteczny", 1979, zeszyt 3).
W chwili ukazania się Suplementu Irena Treichel była już od dłuższego czasu na emeryturze; w stan spoczynku przeszła 1 października 1978, pozostając redaktorem na zasadzie prac zleconych. W 1987 przystąpiła jeszcze do przygotowania drugiego suplementu, ale na etapie prac wstępnych zaskoczyła ją śmierć; redakcję przejął Jerzy Tynecki, a po jego śmierci w 1992 Hanna Tadeusiewicz, współpracowniczka Ireny Treichel w łódzkim ośrodku Słownika, która doprowadziła do wydania suplementów: drugiego w 2000, trzeciego w 2010 i czwartego w 2016.
Poza bieżącymi relacjami z prac nad Słownikiem Treichel ogłosiła kilka artykułów dotyczących samego dzieła; były to Łódź i region łódzki w "Słowniku pracowników książki polskiej" (Warszawa-Łódź 1972) ("Listy Bibliofilskie", 1974, z Hanną Tadeusiewicz) oraz Słownik pracowników książki polskiej. Przebieg prac nad realizacją publikacji, ich organizacja i metody ("Przegląd Biblioteczny", 1985, zeszyt 3/4). Z innych jej prac można wymienić bibliografie Władysława Strzemińskiego (na potrzeby katalogu wystawy w Łodzi w 1957) i Jana Muszkowskiego (1972, z Hanną Tadeusiewicz), Zarys dziejów polskich bibliotek oraz bibliografii i bibliologii polskiej (1966, z Heleną Więckowską), Straty osobowe księgarstwa polskiego w latach 1939–1945 (1993, z Hanną Tadeusiewicz). Łączna bibliografia publikacji Ireny Treichel, opracowana przez Hannę Tadeusiewicz, liczy 57 pozycji (bez wyszczególnienia jako odrębnych publikacji artykułów zamieszczonych w Słowniku pracowników książki polskiej i Suplemencie).
Od 1946 była członkiem Związku, potem Stowarzyszenia Bibliotekarzy Polskich; uczestniczyła w pracach Sekcji Historyczno-Pamiętnikarskiej oddziału Łódź-Miasto Stowarzyszenia, na potrzeby której opracowała wytyczne do przeprowadzania wywiadów i opracowywania biografii wyróżniających się postaci bibliotekarstwa łódzkiego. Od 1973 należała do Łódzkiego Towarzystwa Przyjaciół Książki; była też członkiem Związku Nauczycielstwa Polskiego oraz NSZZ „Solidarność”. Otrzymała kilka nagród i odznaczeń – w 1956 nagrodę Ministerstwa Szkolnictwa Wyższego, w 1973 nagrodę Ministerstwa Nauki, Szkolnictwa Wyższego i Techniki za prace nad Słownikiem pracowników książki polskiej, w 1987 nagrodę rektora Uniwersytetu Łódzkiego za Suplement do tegoż słownika, w 1980 nagrodę Stowarzyszenia Bibliotekarzy Polskich z fundacji profesor Heleny Więckowskiej za całokształt pracy naukowej. Z odznaczeń można wymienić Złoty Krzyż Zasługi (1975), Honorową Odznakę Stowarzyszenia Bibliotekarzy Polskich (1975), Medal "Uniwersytet Łódzki w Służbie Społeczeństwa i Nauki" (1976), Krzyż Kawalerski Orderu Odrodzenia Polski (1986). Kilka dni przed śmiercią odebrała Złotą Odznakę Stowarzyszenia Księgarzy Polskich.
Irena Treichel zmarła nagle 4 grudnia 1987 w Łodzi i tam pochowana. Wspomnienia pośmiertne Hanny Tadeusiewicz i Krystyny Pieńkowskiej charakteryzują ją jako osobę wyjątkowo skromną, całkowicie pochłoniętą pracą nad Słownikiem pracowników książki polskiej, unikającą publicznych wystąpień do tego stopnia, że zrezygnowała nawet w 1969 z umówionych wcześniej wykładów z historii bibliotek w Międzywydziałowym Studium Bibliotekoznawstwa na Uniwersytecie Łódzkim. Jednocześnie podkreślane są jej zdolności organizatorskie, dokładność w pracy redakcyjnej oraz umiejętność stworzenia sprzyjającej atmosfery pracy w łódzkim ośrodku redakcyjnym Słownika.